# Moritz Le Tanneux von Saint Paul
Johann Friedrich Moritz Le Tanneux von Saint Paul (* 1. Februar 1813 in Potsdam; † 25. November 1892 auf dem Gut Jäcknitz, Kreis Heiligenbeil, Ostpreußen) war ein preußischer Landrat im Kreis Heiligenbeil (1854–1869).

## Leben
Le Tanneux von Saint Paul war ein Nachkomme eines Adelsgeschlechtes, das aus Frankreich stammt und im 17. Jahrhundert nach Preußen einwanderte. Seine Familienlinie wurde ohne gesonderte Anerkennung in Preußen zum Adel gerechnet. Seine Großeltern waren Guilamme (Wilhelm) Le Tanneux von Saint Paul (1722–1797), kgl. preuß. Hofrat und Richter der Französischen Kolonie in Potsdam und Brandenburg a. H., und Auguste Krüger, geb. Camrad (1743–1826). Seine Eltern waren der Oberbürgermeister von Potsdam Wilhelm Le Tanneux von Saint Paul (1776–1850) und Friedrike Wilhelmine Stenger (1789–1877), aus Rostock stammend.
Er besuchte das Gymnasium in Potsdam und lernte später Landwirtschaft. 1839 kaufte er des Rittergut Jäcknitz im Kreis Heiligenbeil und wirkte dort als Landwirt. Von 1854 bis 1869 amtierte Moritz Le Tanneux von Saint Paul als Landrat im Kreis Heiligenbeil der späteren Provinz Ostpreußen.
Moritz Le Tanneux von Saint Paul heiratete zweimal, 1842 Minna von Brandt-Pellen, und nach deren frühen Tod 1844 Elise von Brandt-Pellen (1827–1908) im Jahre 1846. Sie waren beide Töchter des preuß. Generallandschaftsdirektors Ernst von Brandt-Pellen und der Wilhelmine von Brandt-Rossen. Aus erster Ehe hatte Moritz den Sohn Wilhelm Albrecht Moritz (1843–1912) und die Tochter Wilhelmine (* 1844). Aus der zweiten Ehe stammen die Tochter Elia (* 1854), Sohn Ulrich (1856–1906), Tochter Sofie (* 1857) sowie Tochter Marie (* 1861). Die weiteren Generationen seiner Nachfahren unterteilten sich in zwei genealogische Äste seiner Söhne Wilhelm auf Gut Maraunen mit Nonnenhausen bei Zinten und Ulrich auf Gut Jäcknitz. Diese genannten Besitzungen lagen sämtlich im ostpreußischen Kreis Heiligenbeil.